# Domenico da Brindisi
Domenico da Brindisi (fl. 1199-1203) è stato un teologo, grecista e diplomatico italiano, al servizio dei pontefici.

## Biografia
Rivestì nel XII secolo la carica di "arciprete" dei Greci a Brindisi (archipresbyter Graecorum de Brundusio). Fu teologo, grecista e diplomatico.
Nel 1199 fu apocrisario (nunzio o rappresentante) di papa Innocenzo III presso lo tzar di Bulgaria, Kalojan, con il mandato di riportarne le genti alla comunione con la Chiesa romana.